# Jaberg
Jaberg là một đô thị ở huyện Seftigen thuộc bang Bern ở Thụy Sĩ. Đô thị này có diện tích 1,3 km², dân số tháng 12 năm 2020 là 306 người.